# محمد ديارا
محمد لامين ديارا (بالفرنسية: Mohammed Diarra)‏ (مواليد 20 يونيو 1992 في كوناكري، غينيا) هو لاعب كرة قدم غيني يلعب حاليًا لصالح نادي أودنسه.

## المنتخب

### الأهداف الدولية
أهداف غينيا تظهر أولًا.
| #  | التاريخ      | الملعب                         | المنافس | الهدف | النتيجة | البطولة                                 |
| -- | ------------ | ------------------------------ | ------- | ----- | ------- | --------------------------------------- |
| 1. | 9 يونيو 2013 | ملعب 28 سبتمبر، كوناكري، غينيا | موزمبيق | 5–1   | 6–1     | تصفيات أفريقيا المؤهلة لكأس العالم 2014 |

## روابط خارجية
- محمد ديارا على موقع قاعدة بيانات كرة القدم.إي يو (الإنجليزية)
- محمد ديارا على موقع ناشيونال فوتبول تيمز (الإنجليزية)
- محمد ديارا على موقع Soccerway.com (الإنجليزية)